# Liste der Baudenkmäler in Prackenbach
Auf dieser Seite sind die Baudenkmäler in der niederbayerischen Gemeinde Prackenbach zusammengestellt. Diese Tabelle ist eine Teilliste der Liste der Baudenkmäler in Bayern. Grundlage ist die Bayerische Denkmalliste, die auf Basis des Bayerischen Denkmalschutzgesetzes vom 1. Oktober 1973 erstmals erstellt wurde und seither durch das Bayerische Landesamt für Denkmalpflege geführt wird. Die folgenden Angaben ersetzen nicht die rechtsverbindliche Auskunft der Denkmalschutzbehörde.
 Die Liste gibt den Fortschreibungsstand vom 28. Juni 2018 und umfasst 47 Baudenkmäler.

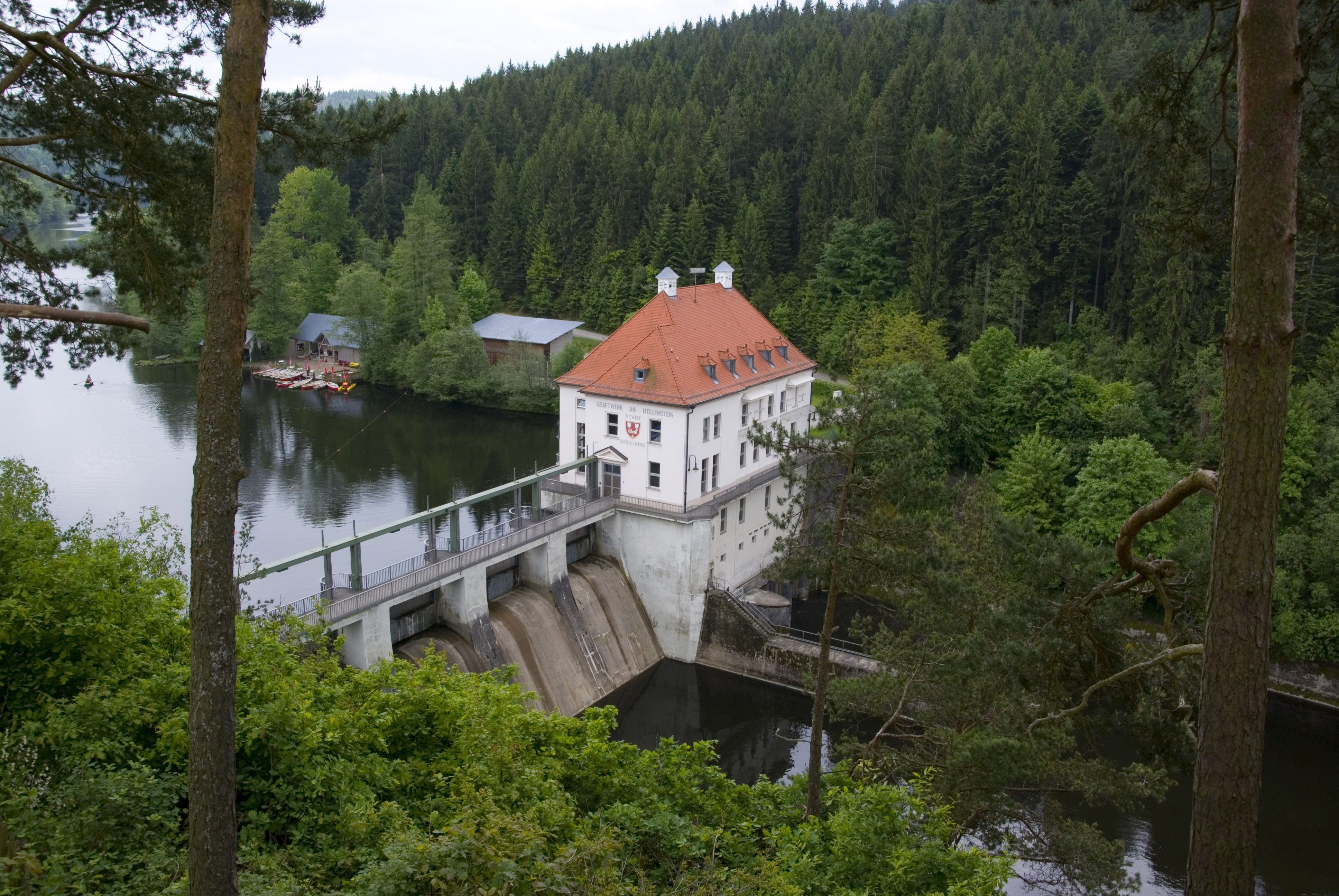
Talsperre Höllensteinsee

## Baudenkmäler nach Ortsteilen

### Prackenbach
| Lage                                   | Objekt                            | Beschreibung | Akten-Nr.    | Bild           |
| -------------------------------------- | --------------------------------- | --- | ------------ | -------------- |
| Pfarrer-Baumgartner-Platz 2 (Standort) | Katholische Pfarrkirche St. Georg | Saalkirche mit Flachsatteldach und eingezogenem, fünfseitig geschlossenem Chor, Flankenturm mit Spitzhelm, 1836; mit Ausstattung; Leichenhalle, ehemaliger Karner, Walmdachbau über unregelmäßigem Grundriss mit Giebelreiter, 18./19. Jahrhundert; Friedhofsmauer, Bruchstein, 18./19. Jahrhundert, im Kern spätmittelalterlich. | D-2-76-135-1 | weitere Bilder |
| Ringstraße 1 (Standort)                | Pfarrhaus                         | Zweigeschossiger Walmdachbau, 1829; Pfarrstadel, langgestreckter Steildachbau, Holzständerwerk mit Verbretterung, gleichzeitig; Hofeinfriedung, Bruchsteinmauer mit Pfeilern, 19. Jahrhundert. | D-2-76-135-2 | BW             |

### Anger
| Lage               | Objekt      | Beschreibung | Akten-Nr.    | Bild |
| ------------------ | ----------- | --- | ------------ | ---- |
| Anger 1 (Standort) | Traidkasten | Stattlicher geständerter Blockbau mit Flachsatteldach, zur Hofseite mit Bemalung in Blendbögen, bezeichnet mit „1820“. | D-2-76-135-5 | BW   |

### Bartlberg
| Lage                                   | Objekt     | Beschreibung                                                                                    | Akten-Nr.    | Bild |
| -------------------------------------- | ---------- | ----------------------------------------------------------------------------------------------- | ------------ | ---- |
| Bartlberg 2; Flur Bartlberg (Standort) | Hofkapelle | Steildachbau mit wenig eingezogenem, halbrund geschlossenem Chor, erste Hälfte 19. Jahrhundert. | D-2-76-135-8 | BW   |

### Dumpf
| Lage               | Objekt        | Beschreibung | Akten-Nr.     | Bild |
| ------------------ | ------------- | --- | ------------- | ---- |
| Dumpf 3 (Standort) | Wohnstallhaus | Eineinhalbgeschossiger Flachsatteldachbau, Oberteil Blockbau, zum Teil verputzt, nach Süden ehemaliger Stall, 18./Anfang 19. Jahrhundert. | D-2-76-135-10 | BW   |

### Egern
| Lage                | Objekt      | Beschreibung | Akten-Nr.     | Bild |
| ------------------- | ----------- | --- | ------------- | ---- |
| Egern 37 (Standort) | Einfirsthof | Zweigeschossiger Flachsatteldachbau, Blockbau, großteils verputzt, nach Süden Stall und Stadel, Mitte 19. Jahrhundert. | D-2-76-135-11 | BW   |

### Ehrenhof
| Lage                                              | Objekt                               | Beschreibung | Akten-Nr.     | Bild |
| ------------------------------------------------- | ------------------------------------ | --- | ------------- | ---- |
| Ehrenhof 1; Flur Ehrenhof; in Ehrenhof (Standort) | Kapellenbildstock                    | Kleiner Pyramidendachbau mit Innenraum, bezeichnet mit „1950“.                                                        | D-2-76-135-13 | BW   |
| Ehrenhof 2 (Standort)                             | Ehemaliges Ausnahmhaus, später Mühle | Zweieinhalbgeschossiger Satteldachbau, Obergeschoss Blockbau, erstes Viertel 19. Jahrhundert, Giebel und Dach später. | D-2-76-135-12 | BW   |

### Engelsdorf
| Lage                    | Objekt                            | Beschreibung | Akten-Nr.     | Bild |
| ----------------------- | --------------------------------- | --- | ------------- | ---- |
| Engelsdorf 5 (Standort) | Wohnstallhaus eines Einfirsthofes | Zweigeschossiger Flachsatteldachbau, Blockbau, nach Westen Stall, erstes Viertel 19. Jahrhundert, Dach aufgesteilt. | D-2-76-135-14 | BW   |

### Grub
| Lage                                                            | Objekt                   | Beschreibung | Akten-Nr.     | Bild           |
| --------------------------------------------------------------- | ------------------------ | --- | ------------- | -------------- |
| Nähe Schwarzer Regen; Höllenstein 22; Höllenstein 21 (Standort) | Talsperre Höllensteinsee | Erste Talsperre Bayerns, 1923–1926. Kraftwerksgebäude, Elektrizitätswerk, zweigeschossiger Walmdachbau über hohem Sockel, mit Wandgliederungen; Staumauer, Gewichtsbauwerk, Stampf- und Stahlbeton; Uferbrüstung, Betonmauer mit Werksteinverblendung. | D-2-76-135-15 | weitere Bilder |

### Hetzelsdorf
| Lage                     | Objekt      | Beschreibung                                         | Akten-Nr.     | Bild |
| ------------------------ | ----------- | ---------------------------------------------------- | ------------- | ---- |
| Hetzelsdorf 5 (Standort) | Feldkapelle | Kleiner Steildachbau, halbrund geschlossen, um 1900. | D-2-76-135-17 | BW   |

### Krailing
| Lage                     | Objekt                                      | Beschreibung | Akten-Nr.     | Bild           |
| ------------------------ | ------------------------------------------- | --- | ------------- | -------------- |
| Dorfstraße 6 (Standort)  | Bauernhaus                                  | Zweigeschossiger Flachsatteldachbau mit verschaltem Giebelschrot, Giebel Blockbau, erstes Viertel 19. Jahrhundert. | D-2-76-135-21 | BW             |
| Dorfstraße 26 (Standort) | Waldlerhaus                                 | Eingeschossiger Flachsatteldachbau mit Kniestock, Blockbau, zum Teil massiv, teilverschalter Giebelschrot mit Zopfsäule, erstes Viertel 19. Jahrhundert. | D-2-76-135-22 | BW             |
| In Krailing (Standort)   | Katholische Filialkirche St. Peter und Paul | Saalkirche mit Steildach und eingezogenem Rechteckchor, im Kern mittelalterlich, 1691 vergrößert und Turmanbau, 1889 Verlängerung Langhaus; mit Ausstattung; Karner, Schopfwalmdachbau über trapezförmigem Grundriss, 17./18. Jahrhundert; Friedhofsmauer, zum Teil mit Strebepfeilern, Bruchstein, 18./19. Jahrhundert, im Kern mittelalterlich. | D-2-76-135-20 | weitere Bilder |

### Kreilstein
| Lage                    | Objekt      | Beschreibung | Akten-Nr.     | Bild |
| ----------------------- | ----------- | --- | ------------- | ---- |
| Kreilstein 1 (Standort) | Einfirsthof | Wohnteil zweigeschossiger Blockbau mit flach geneigtem Satteldach, zum Teil verputzt, nach Norden Stallstadel mit massivem Erdgeschoss, darüber verbretterter Ständerbau, erstes Viertel 19. Jahrhundert, Veränderungen um 1900. | D-2-76-135-74 | BW   |

### Lehen
| Lage                        | Objekt      | Beschreibung | Akten-Nr.     | Bild |
| --------------------------- | ----------- | --- | ------------- | ---- |
| Lehen 1 (Standort)          | Einfirsthof | Wohnstallhaus, zweigeschossiger Flachsatteldachbau mit Kniestock und Giebelschrot, Oberteil Blockbau, nach Norden Stallstadel, erstes Viertel 19. Jahrhundert; Traidkasten, zweigeschossiger Steildachbau mit Trauf- und Giebelschroten, Oberteil Blockbau, gleichzeitig. | D-2-76-135-24 | BW   |
| Lehen 1; Lehen 2 (Standort) | Hofkapelle  | Satteldachbau mit kleiner Segmentbogenapsis, bezeichnet mit „1861“, im Kern älter; Totenbretter, 19./20. Jahrhundert; traufseitig am Stadel. | D-2-76-135-25 | BW   |

### Maierhof
| Lage                     | Objekt      | Beschreibung | Akten-Nr.     | Bild |
| ------------------------ | ----------- | --- | ------------- | ---- |
| Nähe Maierhof (Standort) | Waldlerhaus | Eingeschossiger Flachsatteldachbau mit Kniestock und verbrettertem Giebelschrot, Blockbau, nach Westen Stall und Stadel, zweites Viertel 19. Jahrhundert. | D-2-76-135-26 | BW   |

### Meidengrub
| Lage                    | Objekt          | Beschreibung                                                                                | Akten-Nr.     | Bild |
| ----------------------- | --------------- | ------------------------------------------------------------------------------------------- | ------------- | ---- |
| Meidengrub 3 (Standort) | Kleinbauernhaus | Zweigeschossiger Flachsatteldachbau, Obergeschoss Blockbau, erstes Viertel 19. Jahrhundert. | D-2-76-135-28 | BW   |

### Mitterdorf
| Lage                    | Objekt                         | Beschreibung | Akten-Nr.     | Bild |
| ----------------------- | ------------------------------ | --- | ------------- | ---- |
| Mitterdorf 3 (Standort) | Wohnstallhaus                  | Zweigeschossiger Flachsatteldachbau, Blockbau, zum Teil massiv, nach Süden Stall, erstes Viertel 19. Jahrhundert.                                                 | D-2-76-135-30 | BW   |
| Mitterdorf 4 (Standort) | Wohnstallhaus eines Hakenhofes | Zweigeschossiger breitgelagerter Flachsatteldachbau mit Trauf- und Giebelschrot sowie verschaltem Vordach, Obergeschoss Blockbau, erstes Viertel 19. Jahrhundert. | D-2-76-135-31 | BW   |

### Moosbach
| Lage                                                                    | Objekt                                  | Beschreibung | Akten-Nr.     | Bild           |
| ----------------------------------------------------------------------- | --------------------------------------- | --- | ------------- | -------------- |
| Kirchenweg 4 (Standort)                                                 | Katholische Kirche St. Johannes Baptist | Saalkirche mit Steildach und dreiseitig geschlossenem Chor, mächtiger Flankenturm, im Kern mittelalterlich, Ausbau 1691, Turmhaube 18. Jahrhundert, Langhaus 1963 verlängert; mit Ausstattung; Karner-Kapelle, Walmdachbau mit Giebelreiter, im Kern gotisch, im 18. Jahrhundert barockisiert; Friedhofsmauer nach Süden, Bruchstein, 17./18. Jahrhundert, Tor bezeichnet mit „1847“; Missionskreuz, hohes Gusseisenkruzifix auf Granit-Stufenpostament, bezeichnet mit „1863“. | D-2-76-135-32 | weitere Bilder |
| Moosberg, an der Straße nach Altrandsberg (Standort)                    | Granitkreuz, sogenanntes Schwedenkreuz  | Mit Relief des Gekreuzigten, 17. Jahrhundert. | D-2-76-135-34 | BW             |
| Der Pfahl; Kirchenäcker; Grübenackerweg; Voggenzeller Straße (Standort) | Kreuzweg                                | Errichtet 1852, erneuert 1887. Kreuzigungsgruppe, Kruzifix mit Beifiguren, Gusseisen, farbig gefasst; Kreuzweg mit vierzehn Stationen, schlanke Stelen mit ädikulaartigen Laternen, Granit; Ölbergszene, zum Teil in Felshöhle, Figuren aus Holz, farbig gefasst. | D-2-76-135-35 | weitere Bilder |
| Pfarrhofstraße 2 (Standort)                                             | Pfarrhof                                | Mächtiger zweigeschossiger Walmdachbau, 1770; westlich anschließend eingeschossiger Wirtschaftshof mit Flachsatteldach, 18./19. Jahrhundert; Hofeinfriedung, Mauer mit Pfeilergliederung, 18./19. Jahrhundert. | D-2-76-135-33 | BW             |

### Neumühle
| Lage                   | Objekt      | Beschreibung | Akten-Nr.     | Bild |
| ---------------------- | ----------- | --- | ------------- | ---- |
| Neumühle 13 (Standort) | Waldlerhaus | Zweigeschossiger Flachsatteldachbau mit Giebelschrot, Obergeschoss Blockbau, nach Westen Stall und Stadel, erste Hälfte 19. Jahrhundert. | D-2-76-135-37 | BW   |

### Oberreisach
| Lage                     | Objekt      | Beschreibung | Akten-Nr.     | Bild |
| ------------------------ | ----------- | --- | ------------- | ---- |
| Nähe Maierhof (Standort) | Waldlerhaus | Eineinhalbgeschossiger Flachsatteldachbau mit verschaltem Giebelschrot, Obergeschoss Blockbau, nach Norden Stall und Stadel, Mitte 19. Jahrhundert. | D-2-76-135-38 | BW   |

### Oberrubendorf
| Lage                       | Objekt                            | Beschreibung | Akten-Nr.     | Bild |
| -------------------------- | --------------------------------- | --- | ------------- | ---- |
| Oberrubendorf 2 (Standort) | Wohnstallhaus eines Dreiseithofes | Zweigeschossiger Flachsatteldachbau mit Giebelschrot, Obergeschoss Blockbau, nach Westen ehemaliger Stall, erstes Viertel 19. Jahrhundert. | D-2-76-135-39 | BW   |

### Oberstein
| Lage                      | Objekt      | Beschreibung                                              | Akten-Nr.     | Bild |
| ------------------------- | ----------- | --------------------------------------------------------- | ------------- | ---- |
| Flur Oberstein (Standort) | Waldkapelle | Steildachbau, halbrund geschlossen, Ende 19. Jahrhundert. | D-2-76-135-40 | BW   |

### Ruhmannsdorf
| Lage                      | Objekt                 | Beschreibung | Akten-Nr.     | Bild |
| ------------------------- | ---------------------- | --- | ------------- | ---- |
| Ruhmannsdorf 4 (Standort) | Ehemaliger Einfirsthof | Zweigeschossiger Flachsatteldachbau mit Giebel- und Traufschrot, Obergeschoss Blockbau, nach Norden Stadel, erstes Viertel 19. Jahrhundert. | D-2-76-135-43 | BW   |
| Ruhmannsdorf 7 (Standort) | Wegkapelle             | Kleiner Flachsatteldachbau über rechteckigem Grundriss, erste Hälfte 19. Jahrhundert; Totenbretter, zweite Hälfte 19. Jahrhundert.          | D-2-76-135-45 | BW   |

### Schwaben
| Lage                   | Objekt      | Beschreibung | Akten-Nr.     | Bild |
| ---------------------- | ----------- | --- | ------------- | ---- |
| Förchenbühl (Standort) | Kapelle     | Kleiner Walmdachbau über rechteckigem Grundriss, erstes Viertel 19. Jahrhundert; mit Ausstattung.                                        | D-2-76-135-48 | BW   |
| Schwaben 3 (Standort)  | Einfirsthof | Zweigeschossiger Flachsatteldachbau mit Giebelschrot, Blockbau, nach Westen Stall und Stadel, erste Hälfte 19. Jahrhundert, Dach später. | D-2-76-135-47 | BW   |

### Schwarzendorf
| Lage                       | Objekt         | Beschreibung | Akten-Nr.     | Bild           |
| -------------------------- | -------------- | --- | ------------- | -------------- |
| Schwarzendorf 4 (Standort) | Doppelwohnhaus | Mitterstallhaus, eineinhalbgeschossiger Flachsatteldachbau mit Trauf- und Giebelschroten, Blockbau mit profilierten Giebelbügen, zum Teil massiv, erstes Viertel 19. Jahrhundert. | D-2-76-135-50 | Doppelwohnhaus |

### Steinhof
| Lage                   | Objekt     | Beschreibung | Akten-Nr.     | Bild |
| ---------------------- | ---------- | --- | ------------- | ---- |
| In Steinhof (Standort) | Hofkapelle | Satteldachbau über quadratischem Grundriss, zweite Hälfte 19. Jahrhundert; mit Ausstattung; Marterl, bildstockartige neugotische Stele, bezeichnet mit „1876“. | D-2-76-135-53 | BW   |

### Tafertshof
| Lage                    | Objekt                            | Beschreibung                                                                                                  | Akten-Nr.     | Bild |
| ----------------------- | --------------------------------- | --- | ------------- | ---- |
| Tafertshof 4 (Standort) | Wohnstallhaus eines Einfirsthofes | Zweigeschossiger Flachsatteldachbau, Obergeschoss Blockbau, nach Westen Stall, zweite Hälfte 19. Jahrhundert. | D-2-76-135-54 | BW   |

### Thannhof
| Lage                  | Objekt        | Beschreibung | Akten-Nr.     | Bild |
| --------------------- | ------------- | --- | ------------- | ---- |
| Leuthen 1 (Standort)  | Bildstock     | Laterne mit halbrunder Bildnische auf kurzer Stele, Granit, bezeichnet mit „1803“; Gedenkkreuz, bildstockartige Stele mit Gusseisenkruzifix, neugotisch, zweite Hälfte 19. Jahrhundert.                                                              | D-2-76-135-73 | BW   |
| Thannhof 1 (Standort) | Wohnstallhaus | Waldlerhaustyp, eingeschossiger Flachsatteldachbau mit Giebelschrot, Kniestock Blockbau, erstes Viertel 19. Jahrhundert; Traidkasten, Flachsatteldachbau mit Traufschrot und verschaltem Giebelschrot, geständerter Blockbau, bezeichnet mit „1858“. | D-2-76-135-55 | BW   |

### Tresdorf
| Lage                    | Objekt      | Beschreibung                                                                             | Akten-Nr.     | Bild |
| ----------------------- | ----------- | ---------------------------------------------------------------------------------------- | ------------- | ---- |
| Ortsstraße 8 (Standort) | Ortskapelle | Steildachbau mit Dachreiter, halbrund geschlossen, wohl zweites Viertel 19. Jahrhundert. | D-2-76-135-57 | BW   |

### Unterrubendorf
| Lage                         | Objekt                       | Beschreibung | Akten-Nr.     | Bild |
| ---------------------------- | ---------------------------- | --- | ------------- | ---- |
| Unterrubendorf 4 (Standort)  | Nebengebäude                 | Im Erdgeschoss Backofen und Schmiede, darüber Traidkasten, zweigeschossiger Massivbau mit Flachsatteldach und verschaltem Giebelschrot, nach Norden Holzständerwerk, Mitte 19. Jahrhundert, im Kern älter. | D-2-76-135-58 | BW   |
| Unterrubendorf 13 (Standort) | Traidkasten eines Hakenhofes | Zweigeschossiger Flachsatteldachbau, Obergeschoss Blockbau, Erdgeschoss Bruchstein, erste Hälfte 19. Jahrhundert.                                                                                          | D-2-76-135-59 | BW   |

### Unterviechtafell
| Lage                         | Objekt                       | Beschreibung | Akten-Nr.     | Bild |
| ---------------------------- | ---------------------------- | --- | ------------- | ---- |
| Nähe Hochackerweg (Standort) | Traidkasten eines Hakenhofes | Flachsatteldachbau mit verschaltem Trauf- und Giebelschrot, Blockbau, Erdgeschoss Bruchstein, erstes Viertel 19. Jahrhundert. | D-2-76-135-60 | BW   |

### Wiedenmühle
| Lage                                                             | Objekt              | Beschreibung | Akten-Nr.     | Bild |
| ---------------------------------------------------------------- | ------------------- | --- | ------------- | ---- |
| In Wiedenmühle; Krailinger Straße 13; der Prackenbach (Standort) | Sägewerk Wiedemühle | Gattergebäude, zweigeschossiger Flachsatteldachbau, verbrettertes Holzständerwerk, 19. Jahrhundert; mit Ausstattung; zugehörige hölzerne Wasserleitung und großes Schaufelrad, 19. Jahrhundert. | D-2-76-135-63 | BW   |

### Zell
| Lage                | Objekt                                      | Beschreibung | Akten-Nr.     | Bild |
| ------------------- | ------------------------------------------- | --- | ------------- | ---- |
| Chorholz (Standort) | Kesselbodenkapelle, sogenannte Bärenkapelle | Flachsatteldachbau, rundbogig geschlossen, mit umlaufendem Gang unter Dachüberstand, 1863, Dach erneuert; mit Ausstattung; Kreuzweg mit vierzehn Stationen, schlanke Stelen mit ädikulaartigen Laternen, Granit, zweite Hälfte 19. Jahrhundert. | D-2-76-135-67 | BW   |
| Zell 2 (Standort)   | Ehemaliges Wohnstallhaus                    | Zweigeschossiger Flachsatteldachbau, Obergeschoss Blockbau, erstes Viertel 19. Jahrhundert, Dach später. | D-2-76-135-65 | BW   |
| Zell 5 (Standort)   | Einfirsthof                                 | Zweigeschossiger Flachsatteldachbau mit Giebelbalkon, Blockbau, nach Norden Stallstadel, Mitte 19. Jahrhundert, Dach später. | D-2-76-135-66 | BW   |

## Ehemalige Baudenkmäler
In diesem Abschnitt sind Objekte aufgeführt, die früher einmal in der Denkmalliste eingetragen waren, jetzt aber nicht mehr. Objekte, die in anderem Zusammenhang also z. B. als Teil eines Baudenkmals weiter eingetragen sind, sollen hier nicht aufgeführt werden. Aktennummern in diesem Abschnitt sind ehemalige, jetzt nicht mehr gültige Aktennummern.

| Lage                                    | Objekt                                               | Beschreibung | Akten-Nr.     | Bild |
| --------------------------------------- | ---------------------------------------------------- | --- | ------------- | ---- |
| Prackenbach Ringstraße 6 (Standort)     | Wohnstallhaus                                        | Kniestock und Giebel in Blockbau, Giebelschrot, um Mitte 19. Jahrhundert. | D-2-76-135-3  | BW   |
| Altwies 13 (Standort)                   | Wohnhaus                                             | Mit Blockbau-Obergeschoss und umlaufendem Schrot, erste Hälfte 19. Jahrhundert.                                                                                               | D-2-76-135-4  | BW   |
| Anger 2 (Standort)                      | Ausnahmshaus mit Traidkasten und Remise              | Unter einem Dach, Anfang 19. Jahrhundert. | D-2-76-135-6  | BW   |
| Aurieden (Standort)                     | Einzelhof                                            | Waldlerhaus, malerischer Blockbau, Mitte 18. Jahrhundert. | D-2-76-135-7  | BW   |
| Boxberg 1 (Standort)                    | Wohnstallhaus eines Dreiseithofes                    | Mit Blockbau-Obergeschoss, Schrot mit geschnitzten Säulen und gegliederter Brüstung, gegen Mitte 19. Jahrhundert, Dach später.                                                | D-2-76-135-9  | BW   |
| Hintermaulendorf 11 (Standort)          | Einfirsthof                                          | Mit Blockbau-Obergeschoss und Giebelschrot, erste Hälfte 19. Jahrhundert. | D-2-76-135-19 | BW   |
| Kreilstein 2 (Standort)                 | Einfirsthof                                          | Mit Blockbau-Giebel, erste Hälfte 19. Jahrhundert. | D-2-76-135-23 | BW   |
| Meidengrub 1; Meidengrub 2 (Standort)   | Zugehöriger stattlicher Traidkasten mit Giebelschrot | Bezeichnet mit „1815“. | D-2-76-135-27 | BW   |
| Mitterdorf 2 (Standort)                 | Ausnahmshaus                                         | Waldlertyp, Quaderbau mit zweiseitig umlaufender Laube und Brettbalustern am Traufschrot, Anfang 19. Jahrhundert.                                                             | D-2-76-135-29 | BW   |
| Ruhmannsdorf 3 (Standort)               | Waldlerhaus                                          | Wohnteil verputzter Blockbau mit Giebelschrot, Mitte 18. Jahrhundert. | D-2-76-135-42 | BW   |
| Ruhmannsdorf Straßenkreuzung (Standort) | Totenbrettergruppe                                   | Um 1900; südwestlich bei Straßenkreuzung. | D-2-76-135-44 | BW   |
| Schöpferhof ()                          | Bauernkapelle                                        | Ende 18./Anfang 19. Jahrhundert. | D-2-76-135-46 |      |
| Schwarzendorf 9 (Standort)              | Bauernhaus                                           | Stattlicher Bau mit Kniestock und Giebel in Blockbau, Mitte 19. Jahrhundert.                                                                                                  | D-2-76-135-49 | BW   |
| Steinhof 1 (Standort)                   | Waldlerhaus                                          | Eingeschossiger Flachsatteldachbau mit Giebelschrot, Kniestock Blockbau, nach Norden Stallstadel, erstes Viertel 19. Jahrhundert; Totenbrettergruppe, Anfang 20. Jahrhundert. | D-2-76-135-51 | BW   |
| Flur Thannhof ()                        | Kreuz                                                | Bezeichnet mit „1826“; südöstlich am Waldrand. | D-2-76-135-56 |      |
| Voggenzell Haus Nummer 1 ()             | Waldlerhaus                                          | Mit verbretterter Giebellaube, Blockbau auf hohem Steinsockel; rückwärts angebauter Stall mit Blockbau-Giebel, zweite Hälfte 18. Jahrhundert. Existiert nicht mehr.           | D-2-76-135-62 |      |